# 愛德華·孔茲
愛德華·儒略·迪特瑞希·孔茲（德語：Eberhart Julius Dietrich Conze，1904年—1979年），生於英國倫敦，西方著名佛教學者。他將許多大乘佛教經典，由梵文本英譯，是著名的般若學專家。

## 生平
孔茲的父親是德國人，出身富有的地主，曾任德國駐英國副領事，孔茲在英國倫敦出生，因此擁有英國國籍。家族血統混雜了英國、德國、法國、荷蘭，因此從小就有極佳的語言天份，會說多國語言。
家中為新教徒，但他的母親在晚年成為天主教徒。弗里德里希·恩格斯是他母親那邊的親戚。
孔茲在德國受教育，1928年在科隆大学取得博士學位。此後在波恩大學及漢堡大學進行博士後研究，主要研究歐洲與印度哲學。
孔茲在24歲時，就已學會14種語言，其中包括梵文。他對於神智學與占星學也深有興趣。
在希特勒取得政權後，孔茲出於對納粹的反感，加入了共產黨，開始研究馬克思主義。他曾在漢堡街頭組織共產黨，引起德國當局的注意。1933年，利用他的英國國籍，到達英國，此時身無分文。最初，他以教授德文為生，並加入工黨，是一名活躍的社會主義人士。
1933年至1960年間，他擔任倫敦大學與牛津大學的教授，教導心理學、哲學與比較宗教學。1963到1970年間，他擔任蘭開斯特大學的訪問學者，進行比較宗教研究。在此時，他因為閱讀了鈴木大拙的著作，對佛教產生興趣，於是開始著手翻譯大乘佛教的般若经，其中也包括最負盛名的金剛經與心經。
1960年至1970年間，他曾在美國數所大學授課。但因為他反對美國介入越戰，最終還是無法在美國立足，而回到英國。

## 外部連結
- 認識般若思想專家孔茲 ( E.Conze)
- 歐洲學者孔茲 ( E.Conze) 的《 心經》 英譯本為什麼那麼盛行？ （页面存档备份，存于）
- 孔茲 (Conze) 著作 : 心經, 金剛經等英譯 （页面存档备份，存于）